# Liolaemus juanortizi
Liolaemus juanortizi — вид ігуаноподібних ящірок родини Liolaemidae. Ендемік Чилі.

## Поширення і екологія
Liolaemus juanortizi є ендеміками чилійського регіону Атакама. Вони живуть у високогірних пустелях, місцями порослих чагарниками. Зустрічаються на висоті від 3200 до 3800 м над рівнем моря.